# Камерфорст (Вестервалд)
Камерфорст (њем. Kammerforst) општина је у њемачкој савезној држави Рајна-Палатинат. Једно је од 192 општинска средишта округа Вестервалд. Према процјени из 2010. у општини је живјело 258 становника. Посједује регионалну шифру (AGS) 7143040.

## Географски и демографски подаци
Камерфорст се налази у савезној држави Рајна-Палатинат у округу Вестервалд. Општина се налази на надморској висини од 280 метара. Површина општине износи 1,3 km². У самом мјесту је, према процјени из 2010. године, живјело 258 становника. Просјечна густина становништва износи 194 становника/km².